# إدوارد مالوفييف
إدوارد مالوفييف، من مواليد 2 يونيو 1942، لاعب كرة قدم سوفييتي سابق، ومدرب كرة قدم سوفييتي سابق. لعب مع منتخب الاتحاد السوفييتي لكرة القدم وشارك في كأس العالم عام 1966.

## روابط خارجية
- إدوارد مالوفييف على موقع الاتحاد الدولي (مؤرشف)  (الإنجليزية)
- إدوارد مالوفييف على موقع الاتحاد الأوربي (الإنجليزية)
- إدوارد مالوفييف على موقع قاعدة بيانات كرة القدم.إي يو (الإنجليزية)
- إدوارد مالوفييف على موقع ناشيونال فوتبول تيمز (الإنجليزية)